# Heleophryne orientalis
Espèce
Synonymes
- Heleophryne purcelli orientalis FitzSimons, 1946

Statut de conservation UICN

 LC  : Préoccupation mineure
Heleophryne orientalis est une espèce d'amphibiens de la famille des Heleophrynidae.

## Répartition
Cette espèce est endémique du Cap-Oriental en Afrique du Sud. Elle se rencontre de 215 à 500 m dans les monts Langeberg.

## Publication originale
- FitzSimons, 1946 : An account of the reptiles and amphibians collected on an expedition to the Cape Province, October to December, 1940. Annals of the Transvaal Museum, vol. 20, p. 351-377.